# 安心社会実現会議
安心社会実現会議（あんしんしゃかいじつげんかいぎ）は、麻生内閣が掲げていた国民が安心して生活をおくることができる社会の実現を目指す懇談会。
麻生太郎内閣総理大臣が有識者の参集を求め、2009年4月13日18時30分 - 20時45分（JST）に内閣総理大臣官邸で第1回会合を開催した。6月15日に第5回を開催し、報告「安心と活力の日本へ」を提出して以後は開かれていない（事実上の解散）。

## 名簿
- 伊藤元重 - 東京大学大学院経済学研究科・経済学部教授
- 小島順彦 - 三菱商事代表取締役社長
- 髙木剛 - 日本労働組合総連合会会長
- 但木敬一 - 弁護士
- 張富士夫 - トヨタ自動車代表取締役会長
- （座長） 成田豊 - 電通最高顧問
- 日枝久 - フジテレビジョン代表取締役会長
- 増田寛也 - 野村総合研究所顧問
- 宮本太郎 - 北海道大学大学院法学研究科教授
- 武藤敏郎 - 大和総研理事長
- 矢﨑義雄 - 独立行政法人国立病院機構理事長
- 山内昌之 - 東京大学大学院総合文化研究科教授
- 山口美智子 - 薬害肝炎全国原告団代表
- （座長代理）吉川洋 - 東京大学大学院経済学研究科教授
- 渡邉恒雄 - 読売新聞グループ本社代表取締役会長・主筆

## 出席閣僚
- 麻生太郎 - 内閣総理大臣
- 河村建夫 - 内閣官房長官
- 与謝野馨 - 財務大臣・内閣府特命担当大臣（金融、経済財政政策）